# ARA Santa Cruz (S-41)
El ARA Santa Cruz (S-41) es un submarino de ataque TR-1700 de la Armada Argentina, con propulsión diésel eléctrica convencional y sistema snorkel, concebido para ataques contra fuerzas de superficie, submarinos, tráfico mercante y operaciones de minado.
Fue colocada su quilla en 1980, botado en 1982 y asignado en 1984. Ingresó en 2015 a Tandanor (Buenos Aires) para mantenimiento mayor; fue paralizado y la nave se halla en las instalaciones de ese astillero con el trabajo inconcuso. Es el único submarino en llevar el nombre de la provincia de Santa Cruz.

## Construcción
Fue construido en el astillero Thyssen Nordseewerke de Emden, Alemania, donde su quilla fue colocada el 6 de diciembre de 1980 y botado el 28 de septiembre de 1982 por su madrina, la señora Beatriz I. Varela de Rodríguez.
Inició sus pruebas de mar y luego de realizar la puesta a punto operacional de los distintos sistemas, fue recibido por la Armada Argentina el 12 de octubre de 1984. Se afirma el Pabellón Nacional a su bordo, el 18 de ese mes para entrar en servicio el 14 de diciembre de 1984, día que hace su ingreso a la Base Naval Mar del Plata donde tiene su apostadero.

## Servicio operativo

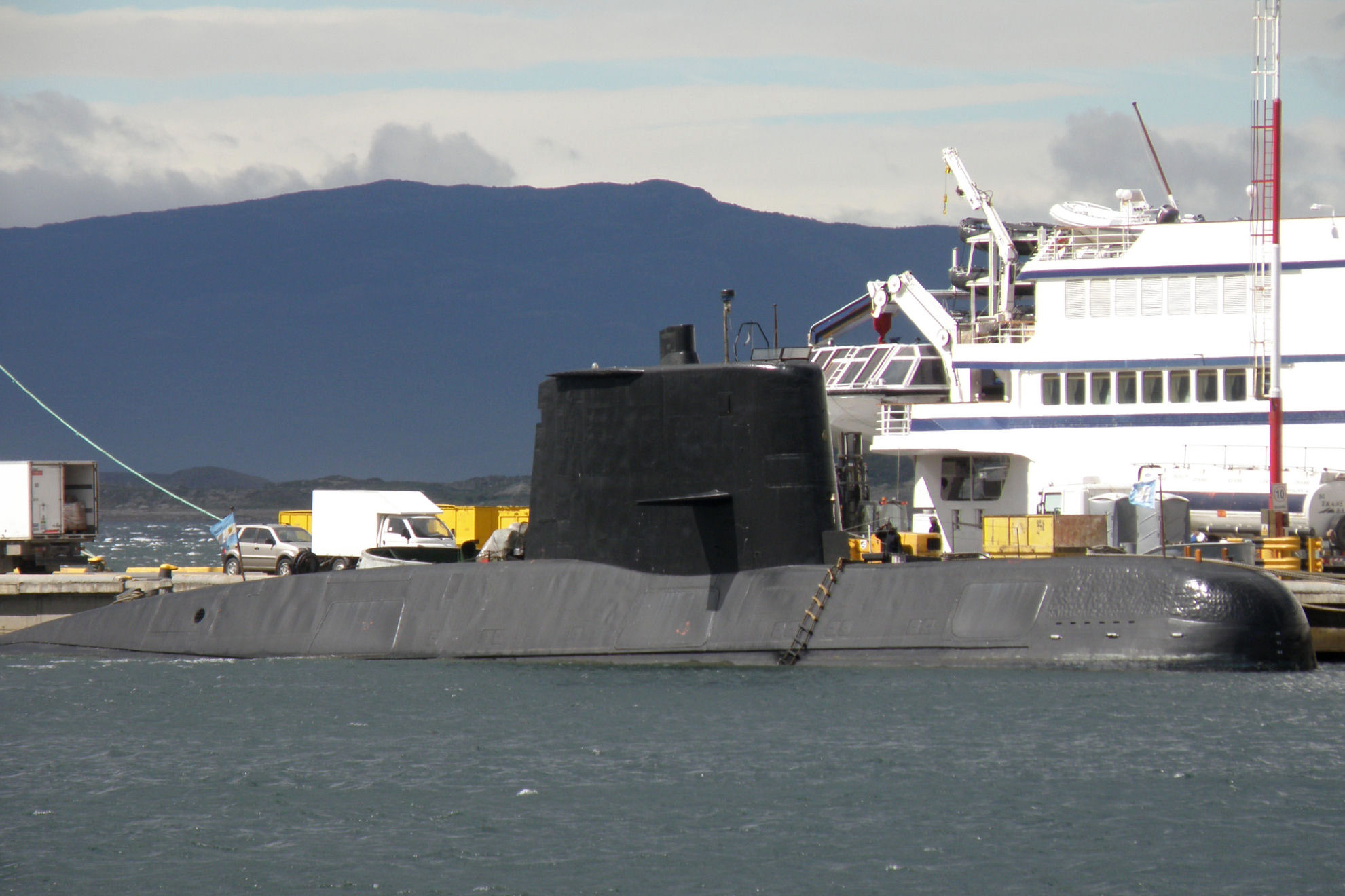
ARA Santa Cruz en Ushuaia en el año 2008.

Incorporado a la Fuerza de Submarinos y desde su apostadero en la Base Naval Mar del Plata el buque participa activamente en las ejercitaciones (llamadas Etapa de Mar) que desarrolla la Armada Argentina con el resto de los buques de la Flota de Mar, el Comando Naval Anfibio y Logístico, la División de Patrullado Marítimo y los aviones y helicópteros de la Aviación Naval. También ha tomado parte en numerosas operaciones navales con unidades de otros países.
En septiembre de 1986 el ARA Santa Cruz viajó al puerto El Callao de la República del Perú a fin de sumarse a los festejos del 75.º aniversario de la Fuerza de Submarinos de ese país —pionero en la región—, donde recibió la visita del presidente peruano, Alan García.
El presidente de la Nación Raúl Alfonsín navegó en el S-41 en el año 1987.
En el año 1999 el buque se trasladó a Río de Janeiro, Brasil donde ingresó al Arsenal de Marinha do Ro de Janeiro. Allí se le efectuó una modernización de media vida (MLU), en la que su casco fue cortado para permitir la extracción de sus 960 elementos de baterías para ser cambiados, junto al completo sistema de motores y alternadores. También le fue recorrido completamente su casco. Los trabajos fueron finalizados en la Base Naval Puerto Belgrano. Regresó a su base a fines de 2001 y se reintegró al servicio activo el 10 de julio de 2002 en un acto en el Apostadero Naval de Buenos Aires donde participaron autoridades argentinas y brasileñas.
En 2008 representó a la Armada Argentina en la feria Exponaval de Valparaíso. También formó parte del ejercicio aeronaval combinado Gringo-Gaucho, en donde la nave protagonista fue el USS George Washington (CVN-73).

### Década de 2010

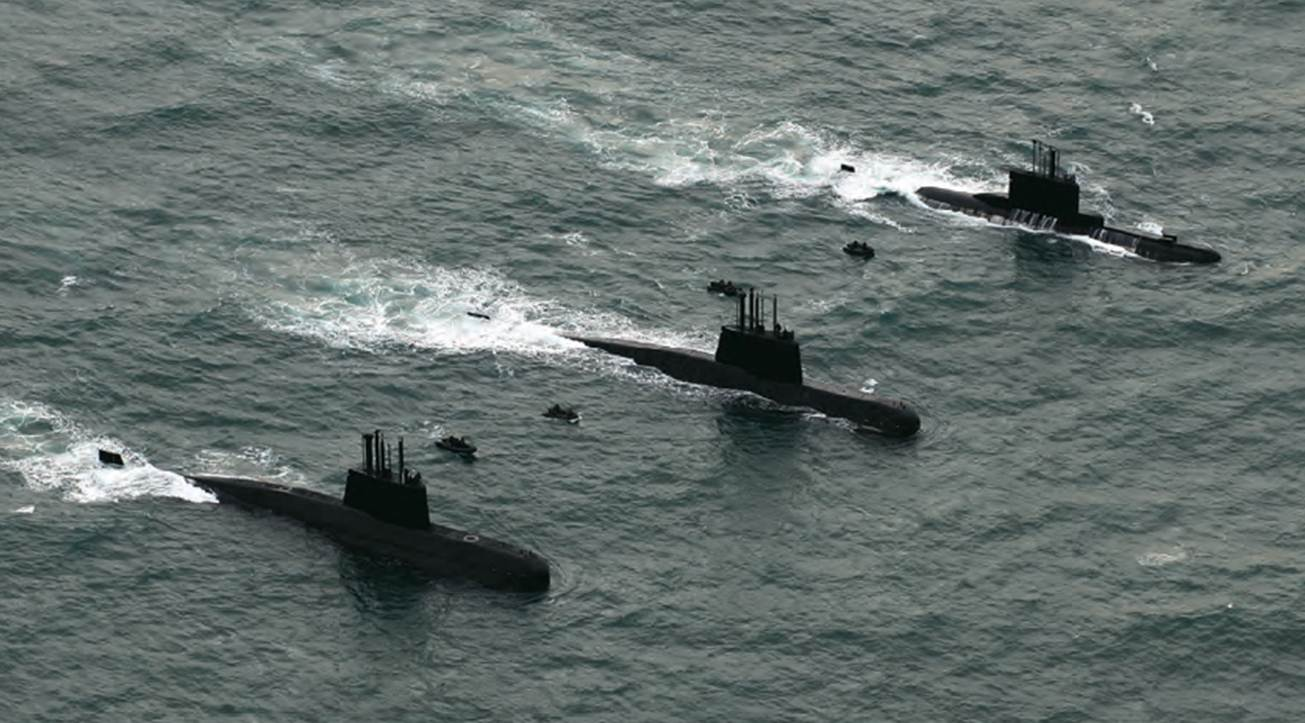
Submarinos argentinos ARA Santa Cruz (S-41), ARA San Juan (S-42) y ARA Salta (S-31) en unas maniobras militares en el año 2015.

Las actividades operativas fueron variadas. La participación en ejercicios conjuntos y combinados fue constante, realizando despliegues en diferentes puntos del Mar Argentino.
Una vez finalizadas las tareas de reparación de media vida de su gemelo, el submarino ARA San Juan (S-42), el Santa Cruz comenzó en 2014 igual proceso en el complejo naval argentino CINAR. Mientras ingresaba a la zona portuaria, el buque sufrió una varadura, logrando ser removido por remolcadores tras dos horas de trabajo. En 2015 comenzó el recambio de sus 960 baterías, la revisión y recambio de componentes en snorkel, periscopio de búsqueda y periscopio de ataque, reparaciones y mantenimiento en los motores.[cita requerida]
El ministro de Defensa Oscar Aguad interrumpió los trabajos al desaparecer el ARA San Juan en noviembre de 2017, para determinar si ese accidente fue causado por una falla que podría repetirse en el ARA Santa Cruz. Finalmente, en febrero de 2019, el ministro Aguad anunció que se retomaron los trabajos. Desde la pérdida del San Juan, Argentina no posee submarinos en servicio. Para recuperar la Fuerza de Submarinos, el gobierno argentino decidió reparar el Santa Cruz. Esta reparación costaría unos veinte millones de dólares y tardaría dos años. Sin embargo, a fines de 2020 se informó que se canceló la remodelación del Santa Cruz, dejando a la marina sin un submarino operativo.

## Sensores
El sistema de Control Tiro lo constituye un SINBADS de la empresa Signaal-Apparatem y está constituido por la computadora VM8-61-138 AR, junto con los siguientes sensores que le brindan información:
- Sonar activo-pasivo CSU-3.4
- Sonar secundario pasivo PSU-12
- Telémetro acústico pasivo DUUX 5
- Analizador de espectros acústicos
- Periscópios de ataque y observación Kollmorgen
- Radar de navegación Thompson

Este sistema permite el procesamiento automático de cinco blancos y el guiado de tres torpedos simultáneamente

## Su nombre
Como norma interna de la Armada Argentina los submarinos llevan el nombre de una provincia que comience con la letra «S».
Es el noveno buque que lleva este nombre en la Armada Argentina, en principio como muestra de un profundo sentimiento religioso y luego en homenaje a la Provincia Argentina. Fueron sus antecesores:
- Goleta Santa Cruz (1814)
- Goleta Santa Cruz (1876)
- Cúter Santa Cruz (1879)
- Barca Santa Cruz (1894)
- Transporte Santa Cruz (1895)
- Buque Tanque Santa Cruz (1921)
- Estacionario Santa Cruz (1929)
- Torpedero Santa Cruz (1937)